# Troglophilus bicakcii
Troglophilus bicakcii är en insektsart som beskrevs av Rampini och Di Russo 2003. Troglophilus bicakcii ingår i släktet Troglophilus och familjen grottvårtbitare. Inga underarter finns listade i Catalogue of Life.